# Anna Sewell
Anna Sewell (Great Yarmouth, 30 de março de 1820 – Old Catton, 25 de abril de 1878) foi uma escritora inglesa. 
É mais conhecida por seu livro de 1877 Black Beauty, seu único trabalho publicado que atualmente é considerado um dos dez livros mais vendidos para o público infantil, ainda que a autora visasse a audiência adulta. Anna morreu cinco meses depois da publicação de Black Beauty, sem saber que seu livro seria um grande sucesso.

## Biografia
Anna nasceu em Great Yarmouth, em 1820, no seio de uma devota família Quaker. Seu pai era Isaac Phillip Sewell (1793–1879), um comerciante que não conseguia ganhar o suficiente para garantir o sustento da família, e sua mãe era Mary Wright Sewell (1798–1884), uma bem-sucedida poeta e escritora de livros infantis. Anna tinha um irmão, Phillip, que junto da irmã, foram educados em casa, principalmente por sua mãe, já que a família não tinha dinheiro para enviá-los a uma escola. Quando a situação financeira da família se complicou, Mary mandou os filhos para morar com a avó e assim a família mudava com frequência.
Em 1822, a pequena loja de Isaac faliu e a família então se mudou para Dalston, em Londres. A vida era muito difícil para a família nessa época, que passou a enviar as crianças para os avós com mais frequência para terem melhores cuidados.
Em 1832, quando Anna tinha 12 anos, eles se mudaram para Stoke Newington e as crianças frequentaram a escola pela primeira vez. Dois anos depois, enquanto caminhava para casa voltando da escola, Anna caiu e machucou gravemente os dois tornozelos. O tratamento foi doloroso e ela nunca se recuperou do ferimento. Pelo resto da vida, ela precisou usar muletas para se locomover e não conseguia ficar em pé sem usar uma bengala. Para ter uma maior mobilidade, ela utilizava carruagens a cavalo, o que contribuiu muito para o seu amor por cavalos e as preocupações com o tratamento dispensado a eles.
Em 1836, quando tinha 16 anos, seu pai conseguiu um emprego em Brighton, esperando que o clima mais ameno fosse benéfico para a saúde de Anna. Nessa época, ela seguiu os desejos da mãe, abandonando a comunidade quaker pela Igreja Anglicana. Sua mãe escreveu vários livros infantis com temas evangélicos e Anna a ajudava na edição. As duas também trabalharam juntas em várias obras sociais, como a abolição da escravidão. Mary foi uma grande influência na vida dos filhos, especialmente na de Anna.
Em 1845, a família se mudou novamente, para Lancing. Como a saúde de Anna não melhorava, ela viajou pela Europa em busca de tratamento. Quando voltou, continuou morando com seus pais, seguindo-os a cada nova mudança, como para Bath, em 1864. Em 1866, a esposa de seu irmão Philip morreu, deixando sete crianças pequenas para ele cuidar. No ano seguinte, a família se mudaria para a vila de Old Catton, nos arredores de Norwich, para poder ajudá-lo com os filhos.

### Black Beauty
Enquanto vivia em Old Catton, Anna escreveu o rascunho de Black Beauty, entre 1871 e 1877. Neste período sua saúde piorou muito, estando quase sempre confinada à cama. Escrever era um desafio para quem mal conseguia se sentar, então ela ditava para sua mãe e em 1876 começou a escrever em pequenos pedaços de papel que depois sua mãe transcrevia na máquina de escrever.
O livro foi o primeiro livro inglês a ser escrito pela perspectiva de um animal. Atualmente é considerado um clássico infantil, mas originalmente Anna escreveu para educar profissionais que trabalhassem com cavalos. Ela queria semear a simpatia, a bondade e a compreensão para com os cavalos. Em muitos aspectos, o livro pode ser lido com um guia para o cuidado com cavalos, a limpeza dos estábulos e práticas humanas de treinamento. Considera-se que ele tenha levado a uma redução na crueldade dispensada aos cavalos. Por exemplo, o uso de correias para impedir o animal de levantar a cabeça era considerado muito doloroso para o cavalo e a prática foi criticada no livro. Nos anos seguintes, o uso das correias começou a cair em desuso até ser abandonado.
O livro foi vendido para a editora Jarrolds, de Norwich, em 24 de novembro de 1877. Ela recebeu apenas £40 por ele (cerca de £3,500 atualmente) e o livro foi publicado no mesmo ano.

## Morte
Após a publicação de seu único livro, Anna ficou muito doente. Ela sofria de dores fortes e ficou completamente restrita à cama nos meses seguintes. Anna morreu em 25 de abril de 1878, aos 58 anos, devido à uma tuberculose ou uma hepatite, apenas cinco meses após a publicação de Black Beauty. Ela foi sepultada no cemitério quaker de Lamas, em Norfolk.